# Canthidium latum
Canthidium latum är en skalbaggsart som beskrevs av Blanchard 1846. Canthidium latum ingår i släktet Canthidium och familjen bladhorningar. Inga underarter finns listade.